# Terinos blachieri
Terinos blachieri är en fjärilsart som beskrevs av Hans Fruhstorfer 1914. Terinos blachieri ingår i släktet Terinos och familjen praktfjärilar. Inga underarter finns listade i Catalogue of Life.